# Scala Coeli
Scala Coeli ist ein Ort in der Provinz Cosenza in der italienischen Region Kalabrien mit 779 Einwohnern (Stand 31. Dezember 2023). Der Name dieses Ortes leitet sich aus dem lateinischen ab und bedeutet 'Leiter zum Himmel'.
Die Nachbargemeinden sind Crucoli (KR), Cariati, Campana, Mandatoriccio, Terravecchia und Umbriatico (KR).